# Saneczkarstwo na Zimowych Igrzyskach Olimpijskich 1972 – dwójki mężczyzn
Dwójki mężczyzn – jedna z konkurencji saneczkarstwa rozgrywana podczas Zimowych Igrzyskach Olimpijskich w Sapporo.
W zawodach przyznano dwa komplety złotych medali. Mistrzami olimpijskimi zostali Włosi Paul Hildgartner i Walter Plaikner oraz reprezentanci Niemieckiej Republiki Demokratycznej Horst Hörnlein i Reinhard Bredow. Na najniższym stopniu podium stanęli Klaus Bonsack i Wolfram Fiedler z NRD.

## Terminarz
| Data      | Konkurencja |
| --------- | ----------- |
| 10 lutego | 1. ślizg    |
| 10 lutego | 2. ślizg    |

## Wyniki
| Poz. | Zawodnicy                                  | Reprezentacja     | 1. ślizg | 1. ślizg | 2. ślizg | 2. ślizg | Suma    | Strata |
| Poz. | Zawodnicy                                  | Reprezentacja     | Czas     | Poz.     | Czas     | Poz.     | Suma    | Strata |
| ---- | ------------------------------------------ | ----------------- | -------- | -------- | -------- | -------- | ------- | ------ |
| 1.   | Paul Hildgartner Walter Plaikner           | Włochy            | 44,21    | 1.       | 44,14    | 2.       | 1:28,35 | -      |
| 1.   | Horst Hörnlein Reinhard Bredow             | NRD               | 44,27    | 2.       | 44,08    | 1.       | 1:28,35 | -      |
| 3.   | Klaus Bonsack Wolfram Fiedler              | NRD               | 44,69    | 3.       | 44,47    | 3.       | 1:29,16 | +0,81  |
| 4.   | Satoru Arai Masatoshi Kobayashi            | Japonia           | 44,73    | 4.       | 44,90    | 7.       | 1:29,63 | +1,28  |
| 5.   | Hans Brandner Balthasar Schwarm            | RFN               | 44,86    | 5.       | 44,80    | 5.       | 1:29,66 | +1,31  |
| 5.   | Mirosław Więckowski Wojciech Kubik         | Polska            | 44,88    | 6.       | 44,78    | 4.       | 1:29,66 | +1,31  |
| 7.   | Manfred Schmid Ewald Walch                 | Austria           | 44,92    | 7.       | 44,83    | 6.       | 1:29,75 | +1,40  |
| 8.   | Sigisfredo Mair Ernesto Mair               | Włochy            | 45,22    | 8.       | 45,04    | 8.       | 1:30,26 | +1,91  |
| 9.   | Lucjan Kudzia Ryszard Gawior               | Polska            | 45,28    | 9.       | 45,40    | 11.      | 1:30,68 | +2,33  |
| 9.   | Rudolf Schmid Franz Schachner              | Austria           | 45,37    | 10.      | 45,31    | 9.       | 1:30,68 | +2,33  |
| 11.  | Stefan Hölzlwimmer Hans Wimmer             | RFN               | 45,61    | 11.      | 45,31    | 9.       | 1:30,92 | +2,57  |
| 12.  | Jurij Swetikow Siergiej Osipow             | ZSRR              | 45,64    | 12.      | 45,48    | 12.      | 1:31,12 | +2,77  |
| 13.  | Jurij Jegorow Wiktor Iljin                 | ZSRR              | 45,66    | 13.      | 45,53    | 13.      | 1:31,19 | +2,84  |
| 14.  | Christian Strøm Stephen Sinding            | Norwegia          | 45,81    | 14.      | 46,25    | 16.      | 1:32,06 | +3,71  |
| 15.  | Jack Elder Frank Jones, Jr.                | Stany Zjednoczone | 46,48    | 16.      | 46,11    | 14.      | 1:32,59 | +4,24  |
| 16.  | Larry Arbuthnot Doug Hansen                | Kanada            | 46,47    | 15.      | 46,22    | 15.      | 1:32,69 | +4,34  |
| 17.  | Robert Berkley, Jr. Richard Cavanaugh      | Stany Zjednoczone | 46,58    | 17.      | 46,59    | 17.      | 1:33,17 | +4,82  |
| 18.  | Masako Eguchi Kazuaki Ichikawa             | Japonia           | 46,93    | 19.      | 46,63    | 18.      | 1:33,56 | +5,21  |
| 19.  | Stephen Marsh Jonnie Woodall               | Wielka Brytania   | 46,77    | 18.      | 47,05    | 19.      | 1:33,82 | +5,47  |
| 20.  | Michel de Carvalho Jeremy Palmer-Tomkinson | Wielka Brytania   | 47,09    | 20.      | 47,50    | 20.      | 1:34,59 | +6,24  |